# Arabi (Georgia)
Arabi è una città degli Stati Uniti d'America, situata in Georgia, nella Contea di Crisp.